# 根の説
根の説（こんのせつ、Radical theory）とは、有機化合物の構造に関する古典的な説のひとつである。
有機化合物は根と呼ばれる不変に近い要素をいくつか組み合わせたものであるというのが根の説の主張であった。この説はユストゥス・フォン・リービッヒによって主張され、イェンス・ベルセリウスによって電気化学的二元論を有機化合物に適用する上で使用された。しかしアンドレ・デュマ、オーギュスト・ローランらの置換反応の研究により根の不変性が覆された。そして置換の実験事実を取り入れることで根は、現在の官能基の概念へと変化していった。また根の不変性が崩れたことから、有機化合物を根の集合であるとする説の意義はほとんどなくなった。そして根を原子に解体した原子価説により有機化合物の構造は説明されるようになった。
基の説（きのせつ）とも呼ばれるが、この「基」は現在の基とは異なる意味を持つ。また英語であるRadicalも現在用いるラジカルとはまったく意味が異なる。

## 根とは
根という語はアントワーヌ・ラヴォアジエの化合物体系の中で最初に用いられた。この体系では、根は化合物から酸素を除いた残りの部分を意味していた。
しかし、時代が下るとこの意味は変化してくる。19世紀はじめ頃には化学反応の際にバラバラにならず集団としてふるまう原子団という意味で使用されるようになった。当時知られていた反応は主に無機塩のイオンが交換する反応であったので、根は多原子イオンとほぼ同義であった（なお現在でも陰イオンのことを根と称することがある）。
例えば1815年にジョセフ・ルイ・ゲイ＝リュサックはシアン根 (CN) を見出している。また、1816年にはアンドレ＝マリ・アンペールがアンモニウム根 (NH4) を見出している。1820年代に入ると有機化合物の研究が盛んになり、有機化合物中にも根が存在するかどうかが注目されていた。

## 有機化合物中の根の発見
1828年にアンドレ・デュマはエタノールから得られる化合物について研究していた。デュマはアンモニアと酸の反応との類推から、エタノールは C2H4 （現在のエチレンに相当する）と水が結合したものであり、水が別の化学種と交換することによって誘導体が得られていると考えた。これが有機化合物においても不変な要素が存在することを主張した最初の例であった。ベルセリウスがこの説 C2H4 をエテリンと命名したことから、この説をエテリン説という。
また、1832年にフリードリヒ・ヴェーラーとユストゥス・フォン・リービッヒは安息香酸誘導体の研究から反応によって変化しない C7H5O の部分が存在することに気がつき、これをベンゾイル根と命名した。さらに翌年ロバート・ケインがデュマが研究したのと同じエタノール誘導体にも反応によって変化しない C2H5 の部分が気づき、これをリービッヒも翌年独立に発見しエチル根と命名した。これらの結果からリービッヒは化学反応によって変化しない根がそれぞれの有機化合物に存在することを主張した。これが根の説である。
当時の有機化学界における第一人者であったイェンス・ベルセリウスは、自身の炭素や水素が陽性の根を形成し、陰性の酸素と結合するという電気化学的二元論の立場から根の説を支持した。ベルセリウスは、ベンゾイル根については真の根は C7H5 の部分で、この酸化物がベンゾイル根と考えていた。

## 根の単離
当時は分子内に存在する根は何らかの方法で単離できるものであると考えられていた。根の単離に成功したという報告はまず1839年、ロベルト・ブンゼンによってなされた。ブンゼンは有機ヒ素化合物を研究しており、酢酸カリウムと亜ヒ酸を反応させると、カコジル（ジメチルアルサニル）根 ((CH3)2As) が単離できると報告した。また、このカコジル根から誘導体を合成できることも示した。
ヘルマン・コルベは酢酸を電気分解してメチル根が得られることを報告した。またさらに有機亜鉛化合物を研究していたエドワード・フランクランドは、1850年に亜鉛とヨードメタンまたはヨードエタンの反応でメチル根、エチル根が生成したと報告した。
しかし、これらは後に実際には根の2量体であったことが明らかとなった。当時はまだ分子の概念が確立しておらず、組成式のみから判断した故の過ちであった。
一方、シャルル・ジェラールは複分解反応の研究から、有機化合物の中の根はリービッヒが化学反応の中においてのみ現れるもので、そのような実体は存在しないという立場をとった。ジェラールの理論を受け継いだフリードリヒ・ケクレもこの立場を継承していた。

## 根の不変性の崩壊と概念の変化
一方、デュマとその弟子たちによって不変とされていた根が化学変化を起こす例が多数発見された。1834年、デュマがエタノールを塩素と反応させたところ、クロラールが生成した。これは不変と考えられていたエチル根に塩素がとりこまれ変化したことを示していた。しかし、これは大きな反響は呼ばず根の説はしばらくはそのまま存続することになる。それどころか、デュマ自身がこの実験結果の重要性には気づいていなかった。1837年にデュマはリービッヒと共同で有機化学も無機化学と同じように根によって説明できることを宣言する論文を発表している。
むしろ置換反応の重要性に気づいていたのはデュマの弟子のオーギュスト・ローランであった。ローランは1836年にナフタレンのハロゲン置換体の研究から、分子の骨格部分(核)にある水素がハロゲンに置換されても物質の性質に影響をほとんど及ぼさないとする核の説を発表した。
その後、デュマ自身も置換反応の重要性に気づいた。1839年に酢酸を塩素化してトリクロロ酢酸を得、ここでローランと同様に水素とハロゲンは置換されても物質の性質にほとんど影響しないという立場に変わった。そしてデュマは新たに根の説に変わる型の説を提唱した。
このころ根の説の創始者であったリービッヒはすでに農芸化学の分野へと転向しており、根の説を積極的に擁護しようとする立場から離れていた。電気化学的二元論の支柱として根の説を採用したベルセリウスも多くの置換反応の例を前に根の説を変更せざるを得なくなった。
そこでベルセリウスはデュマの弟子であったシャルル・ジェラールが1839年に発表した説を採用した。ジェラールの説は有機化合物は2つの根が結合したもので、複分解反応はその根の交換によるというものであった。ベルセリウスは化合物の性質において重要な根とそうでない根に分け、化合物の性質において重要な根は不変であるが、そうでない根は置換反応を起こすことができ、置換を起こしても化合物の性質に大きな影響は及ぼさないとした。
例えば酢酸はベルセリウスによれば CH3•1/2C2O3•1/2H2O という形で表される。メチル根 CH3 の部分は重要でない根であり置換反応を起こしても酸という性質には影響しない。一方 C2O3 （当時の考えではシュウ酸に相当する）の部分は酸としての性質を表す部分であり変化しない。このようにして根の不変性は放棄され、特定の性質を示す根という現在の官能基に相当する概念がここで導入された。

## ヘルマン・コルベの根の説
ベルセリウスの考えはブンゼンの弟子であったヘルマン・コルベによって引き継がれた。まずコルベは1845年にメタンスルホン酸を研究し、これが酢酸の類縁体であり CH3•1/2S2O5•1/2H2O という形で表されることを示した。
しかしコルベはベルセリウスと異なり、根の不変性という点にはこだわってはいなかった。コルベは1848年にニトリルについて研究を行ない、ニトリルが R•CN という形で表され、これを加水分解することでカルボン酸 R•1/2C2O3•1/2H2O が得られることを示した。すなわちニトリルの性質を表す根 CN がカルボン酸の性質を表す根 C2O3 へと変化すると主張したのである。
さらに1850年にはエタノール、アセトアルデヒド、酢酸やその誘導体の相互の関係についての研究から、これらの中に CH3•C という根が存在するとした。そして2番目の炭素（カルボニル炭素）が化学反応において外部の試薬と反応する際に中心的な役割を果たすとした。例えばエタノール (CH3•C•H2•1/2O•1/2H2O)ではカルボニル炭素は水素と結合しており、それが酸化によって脱水素されてアセトアルデヒドとなり、さらにカルボニル炭素に酸素が付加することで酢酸になると考えた。一方、根の説に対抗する型の説では含酸素化合物を水の誘導体として考えていたが、アセトアルデヒドや酢酸、アセトンのような二重結合を含む化合物をその体系の中にうまく位置づけることができなかった。その点コルベの根の説では明快にそれらの関係を説明することができた。
1852年にエドワード・フランクランドは有機金属化合物の研究から原子価の概念を提唱し、有機金属化合物が金属の酸化物や塩化物の酸素や塩素をアルキル根で置換されたものであることを提唱した。1857年にコルベはこの考え方を有機化合物へと拡張し、すべての化合物が炭素の酸化物、二酸化炭素の誘導体とみなせることを提唱した。すなわちコルベもフリードリヒ・ケクレとほぼ同時期に炭素の原子価が4価であることに到達したのである。

## 根の説の終焉
炭素原子が4価である結論に至ったコルベとケクレであるが、その考え方には大きな違いがあった。コルベは原子がいくつか集合して根をつくり、根がいくつか集合して化合物をつくるという考えを持っていたのに対し、ケクレはそのような実体を持つ根の概念を否定していた。また、ケクレは炭素原子と他の原子が結合しているものと考えたのに対し、コルベは結合という概念を考えず根は単なる原子の集合であると考えていた。
すでに1849年にルイ・パスツールによって酒石酸の鏡像異性体の分離がなされ、分子の空間的な形について考察がなされていた。さらに幾何異性体やジアステレオマーが発見されると、それらの相互の関係についての研究が盛んに行なわれた。1874年ヤコブス・ヘンリクス・ファント・ホッフとジョセフ・ル・ベルが独立に炭素の4つの原子価が空間的に正四面体の頂点への方向性を持つという説を提案した。この説は個々の炭素原子の特性に着目するという点で根の実在について否定的であり、また化学結合の存在を前提としており、コルベに受け入れられるものではなかった。そのためコルベは強い批判を加えたが、多くの化学者はファント・ホッフとル・ベルの理論を受け入れていった。こうしてコルベの死後、有機化学において根の説はほぼ完全に放棄されることになったのである。